# Trubus Gunawan
Trubus Gunawan (sinh ngày 11 tháng 11 năm 1980) là một cầu thủ bóng đá người Indonesia hiện tại thi đấu cho Persewangi Banyuwangi ở Liga 2 ở vị trí tiền đạo 